# Los Knacks: Déjame en el pasado
Los Knacks: Déjame en el pasado es una película documental de Argentina filmada en colores dirigida por Mariano Nesci y Gabriel Nesci sobre su propio guion  que se estrenó el 7 de noviembre de 2019.

## Sinopsis
Entre 1967 y 1970, Los Knacks, una banda que formó un grupo de estudiantes de secundario a mediados de la década de 1960, con Los Beatles como espejo, tuvieron con sus composiciones originales en inglés un destacado desarrollo dentro del rock nacional que estaba comenzando. Cuando ya habían graba su primer disco -que nunca salió a la venta-, todo hacía esperar un éxito perdurable, pero problemas internos y la disposición de la dictadura de Juan Carlos Onganía prohibiendo la difusión de la música que no fuera en castellano llevaron a su separación pero cuarenta años después volvieron para reclamar su reconocimiento pensando en una segunda oportunidad, con la candidez de querer ser éxito en un ambiente y una escena que los desconoce. Entre los materiales que incluye el filme se encuentran el hit que fue un cover del Submarino amarillo, canciones como Me siento mal y deprimido o Veinte años debajo de un felpudo, videos de archivo del tecladista hablando de su club de swingers o del guitarrista imitando a Frank Sinatra en bodas.

## Participantes
Aparecen en el filme:
- Carlos Castellani …cantante
- Oscar Paz…baterista Los Knacks
- Armando Aschenazi Morón…cantante
- Vicente Bulotta…tecladista Los Knacks
- Eduardo Mykytow…bajista  Los Knacks
- Jorge Pedro Fernández…guitarrista  Los Mockers
- Hernán Paz…bajista Los Knacks
- Fernando Pioli…bajista Los Knacks
- Alejandro Medina…bajista Manal

## Premio y nominación
El filme obtuvo estas distinciones:
Academia de Artes y Ciencias Cinematográficas de la Argentina
- Nominada al Premio Sur 2019 al Mejor documental.

Festival Internacional de Cine de Mar del Plata 2018
- Ganadora del Premio a la Mejor Banda Sonora Original.

## Comentarios
Gaspar Zimerman dijo en Clarín:

”...una historia de hermosos perdedores….un paciente trabajo de seguimiento de la reunión de estos queribles antihéroes...durante ocho años. El humor y la melancolía están entremezclados con maestría y sensibilidad extraordinaria en esta película que tiene pasajes desopilantes, pero sin que los directores hayan abandonado jamás el respeto y el cariño...Enseguida queremos a estos cinco personajes que, con una ingenuidad conmovedora, parecen haber permanecido criogenizados durante cuatro décadas para despertar sin tomar conciencia de los cambios que hubo en el mundo...volvieron con la ilusión de llenar estadios tocando aquellos buenos temas que algunos escucharon en los ’60. Y, aunque saben reírse de sí mismos, están perplejos de que su regreso no haya terminado en un Grammy. Pero Los Knacks no fracasaron: fueron felices tocando otra vez. Este documental es su gran éxito.”

Natalia Trzenko en La Nación escribió:

”En el mejor cine documental suele ocurrir que la mejor historia cuenta con un protagonista carismático y fascinante. Los modos en que su director desarrolle ese relato decidirán luego si la historia de vida o de obra –o de ambas– tendrán en pantalla el interés que exhiben fuera de ella… los directores lograron resumir el inicio en un primer acto al que no le falta nada para luego dedicarse al presente más cercano, al reencuentro y la refundación de la banda, cuarenta años después. Un volver a empezar contado con una emotiva combinación de melancolía, sueños frustrados, ilusiones delirantes y un amor por la música y los compañeros de ruta que resulta contagiosa.”